# 喬·米勒
喬·米勒（英語：Joel Miller；1988年12月15日—）是一位英國排球運動員，出生在伯里。他代表英國國家男子排球隊參加了2012年倫敦奧運會的排球比賽。